# Рубанська волость
Рубанська волость — історична адміністративно-територіальна одиниця Брацлавського повіту Подільської губернії з центром у селі Рубань.
Станом на 1885 рік складалася з 10 поселень, 10 сільських громад. Населення — 10 266 осіб (5186 чоловічої статі та 5080 — жіночої), 1639 дворових господарств.
|                     | Площа, десятин | У тому числі орної, дес. |
| ------------------- | -------------- | ------------------------ |
| Сільських громад    | 10597          | 6973                     |
| Приватної власності | 5031           | 2067                     |
| Іншої власності     | 512            | 311                      |
| Загалом             | 16140          | 9351                     |

Основні поселення волості:
- Рубань — колишнє власницьке село за 27 верст від повітового міста, 1450 осіб, 241 дворових господарств, православна церква, постоялий будинок, 2 лавки. За 8 верст — Ковалівський бурякоцукровий завод.
- Біївці — колишнє власницьке село, 578 осіб, 89 дворових господарств, постоялий будинок.
- Бондурівка — колишнє власницьке село, 414 осіб, 92 дворових господарства, православна церква, постоялий будинок.
- Криківці — колишнє власницьке село, 950 осіб, 141 дворове господарство, православна церква, школа, постоялий будинок.
- Рачки — колишнє власницьке село при річці Вовчок, 721 особа, православна церква, школа.
- Сорокотяжинці (Данилки, Будки) — колишнє власницьке село, 1000 осіб, 180 дворових господарств, православна церква, постоялий будинок, 2 лавки.
- Фастівці (Веріївка, Блідки) — колишнє власницьке село, 1307 осіб, 212 дворових господарств, православна церква, магометанський молитовний будинок, 2 постоялих будинки.
- Чекалапівка — колишнє власницьке село, 704 особи, 123 дворових господарства, постоялий будинок.
- Яри (Дубинка) — колишнє власницьке село, 1140 осіб, 195 дворових господарств, православна церква, школа, постоялий будинок.

Станом на 6 січня 1923 складалася з 16 поселень. Населення — 20 321 особа (9425 чоловічої статі та 10896 — жіночої). Найближча залізнична станція — Немирів, 6 верст. Найближча поштово-телеграфна контора — Немирів, 8 верст.
| Населений пункт                   | Тип     | Відстань до волосного центру, верст | Кількість населення (повнолітніх) |
| --------------------------------- | ------- | ----------------------------------- | --------------------------------- |
| Рубань                            | село    | -                                   | 1663                              |
| Коровайна (присілок Рубані)       | деревня | 2                                   | 226                               |
| Біївці                            | деревня | 2                                   | 574                               |
| Мар'янівка                        | деревня | 5                                   | 568                               |
| Бондурівка                        | село    | 6                                   | 760                               |
| Криківці                          | село    | 4                                   | 1075                              |
| Телегеївка (присілок Криківців)   | деревня | 4                                   | 100                               |
| Сорокотяжинці                     | село    | 5                                   | 1118                              |
| Данилки (присілок Сорокотяжинець) | деревня | 3                                   | 284                               |
| Рачки                             | село    | 5                                   | 1055                              |
| Сипачки                           | деревня | 5                                   | 409                               |
| Хвостівці                         | село    | 5                                   | 2004                              |
| Яри                               | село    | 6                                   | 1229                              |
| Дубинка (присілок Ярів)           | деревня | 7                                   | 448                               |
| Сподахи                           | деревня | 8                                   | 562                               |
| Чеколапівка                       | деревня | 9                                   | 885                               |